# Málaga (California)
Málaga (anteriormente, Tokay) es un lugar designado por el censo ubicado en el condado de Fresno en el estado estadounidense de California. En el año 2010 tenía una población de 947 habitantes.

## Geografía
Málaga se encuentra ubicado en las coordenadas 36°40′53″N 119°43′53″O / 36.68139, -119.73139.